# Volkszählung in Brasilien 1920
Die Volkszählung in Brasilien 1920 (port.: Censo demográfico do Brasil de 1920, IV Recenseamento Geral do Brasil) war die vierte Volkszählung, die in Brasilien durchgeführt wurde, und die erste des 20. Jahrhunderts, da die Volkszählung von 1910 aus politischen Gründen nicht stattfand.
Im Gegensatz zu ihren Vorgängern enthielt die Volkszählung von 1920 vielfältigere und zentralisiertere Angaben zu den verschiedenen Bevölkerungsschichten und stellte die nationale Landwirtschaft und Industrie in den Mittelpunkt ihrer Vorbereitung.
Die von der Generaldirektion für Statistik (Diretoria Geral de Estatística), die dem Ministerium für Landwirtschaft, Industrie und Handel unterstellt war, durchgeführte Volkszählung ergab, dass die brasilianische Bevölkerung zu diesem Zeitpunkt 30.635.605 Einwohner zählte, von denen 50,4 % Männer und 49,6 % Frauen waren. Die Lebenserwartung lag bei 34,5 Jahren. Minas Gerais und São Paulo waren die bevölkerungsreichsten Bundesstaaten mit 5.889.174 bzw. 4.592.189 Einwohnern. Die Stadt Rio de Janeiro, damals Bundesdistrikt (Distrito Federal), war die einzige Stadt mit mehr als einer Million Einwohnern, mit 1.157.873 Cariocas.

## Einwanderung
Im Jahr 1920 waren 5,11 Prozent der brasilianischen Bevölkerung (1.565.961 Einwohner) Einwanderer. Den größten Anteil an der Gesamtzahl der Einwanderer hatten 558.405 Italiener, 433.577 Portugiesen und 219.142 Spanier. Betrachtet man nur Südamerika, so kam die größte Einwanderergruppe zu dieser Zeit aus Uruguay, wo 33.621 Uruguayer auf brasilianischem Gebiet lebten.

## Bildung
Die Volkszählung hat erneut gezeigt, dass die Mehrheit der im Land lebenden Menschen Analphabeten sind: nur 35,1 % der Bevölkerung über 15 Jahren können lesen und schreiben, eine Zahl, die sich auf 54,4 % erhöht, wenn man nur die Bevölkerung der Hauptstädte betrachtet. Die höchste Alphabetisierungsrate wies der Bundesdistrikt (Distrito Federal) mit 74,2 % der Einwohner auf. Rio Grande do Sul war der Bundesstaat mit der höchsten Alphabetisierungsrate (55,5 %). Als Ausdruck einer patriarchalischen Gesellschaft waren die Männer proportional gesehen gebildeter: Von den über 15-Jährigen konnten 42,9 % lesen und schreiben, während 27,2 % der Frauen dieses Privileg besaßen.
Der Bildungsrückstand des Landes war so groß, dass nur 19,5 % der Jugendlichen zwischen sieben und vierzehn Jahren, der Einwanderer und der einheimischen Brasilianer, lesen und schreiben konnten und 37,7 % der Brasilianer. Bei den über 15-Jährigen konnten 33,3 % der einheimischen Brasilianer lesen und schreiben, was weniger ist als die 54 % der Ausländer, die lesen und schreiben konnten.

## Industrien
Die brasilianische Industrie war durch eine umfangreiche Nahrungsmittelproduktion gekennzeichnet, gefolgt von der Bekleidungsindustrie, Töpfereien und Sägewerken. Der Bundesstaat São Paulo hatte mit 4.145 Betrieben den größten Industriepark. Es folgten Rio Grande do Sul und der Distrito Federal mit jeweils 1.773 bzw. 1.541 Fabriken.

## Bevölkerung nach Bundesstaaten
| Rang | Bundesstaaten       | Bevölkerung (1920) |
| ---- | ------------------- | ------------------ |
| 1    | Minas Gerais        | 5.888.174          |
| 4    | São Paulo           | 4.592.188          |
| 2    | Bahia               | 3.334.465          |
| 3    | Rio de Janeiro      | 2.717.244          |
| 5    | Rio Grande do Sul   | 2.182.713          |
| 6    | Pernambuco          | 2.154.835          |
| 7    | Ceará               | 1.319.228          |
| 8    | Pará                | 983.507            |
| 9    | Alagoas             | 978.748            |
| 10   | Paraíba             | 961.106            |
| 11   | Maranhão            | 874.337            |
| 12   | Paraná              | 685.711            |
| 16   | Santa Catarina      | 668.743            |
| 13   | Piauí               | 609.003            |
| 14   | Rio Grande do Norte | 537.135            |
| 15   | Goiás               | 511.919            |
| 17   | Sergipe             | 477.064            |
| 18   | Espírito Santo      | 457.328            |
| 19   | Amazonas            | 363.166            |
| 20   | Mato Grosso         | 246.612            |
| 21   | Acre                | 92.379             |

## Bevölkerung nach Regionen
| Rang      | Große Regionen      | Bevölkerung (1920) |
| --------- | ------------------- | ------------------ |
| 1         | Região Sudeste      | 13.654.934         |
| 2         | Região Nordeste     | 11.245.921         |
| 3         | Região Sul          | 3.537.167          |
| 4         | Região Norte        | 1.439.052          |
| 5         | Região Centro-Oeste | 758.531            |
| Insgesamt | Brasilien           | 30.635.605         |

## Bevölkerungsreichste Gemeinden

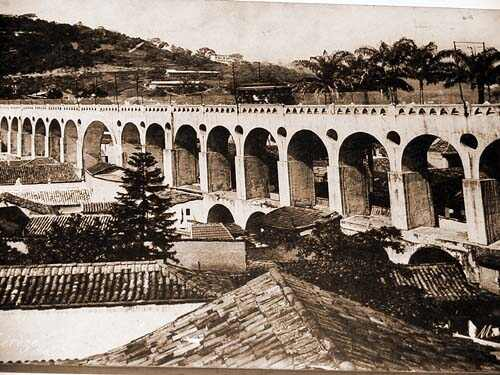
Rio de Janeiro

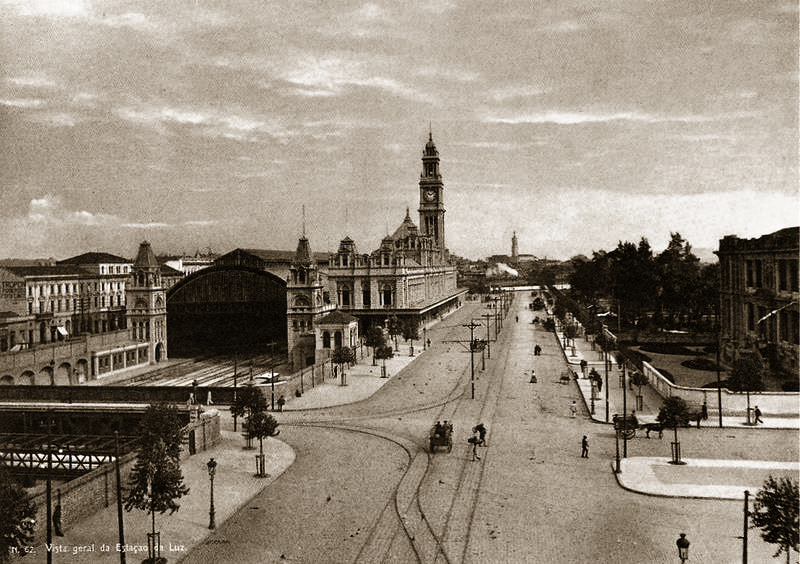
São Paulo

| Rang | Gemeinde       | Bundesstaat       | Bevölkerung (1920) |
| ---- | -------------- | ----------------- | ------------------ |
| 1    | Rio de Janeiro | Distrito Federal  | 1 157 873          |
| 2    | São Paulo      | São Paulo         | 579 033            |
| 3    | São Salvador   | Bahia             | 283 422            |
| 4    | Recife         | Pernambuco        | 238 843            |
| 5    | Belém          | Pará              | 236 402            |
| 6    | Porto Alegre   | Rio Grande do Sul | 179 263            |
| 7    | Campos         | Rio de Janeiro    | 175 850            |
| 8    | Teófilo Otoni  | Minas Gerais      | 162 199            |
| 9    | Caratinga      | Minas Gerais      | 137 017            |
| 10   | Rio Preto      | São Paulo         | 126 796            |
| 11   | Juiz de Fora   | Minas Gerais      | 118 166            |
| 12   | Campinas       | São Paulo         | 115 602            |
| 13   | Santos         | São Paulo         | 102 589            |
| 14   | Guanhães       | Minas Gerais      | 96 478             |
| 15   | Belo Jardim    | Pernambuco        | 92 515             |
| 16   | Itaperuna      | Rio de Janeiro    | 90 807             |
| 17   | Barbacena      | Minas Gerais      | 89 717             |
| 18   | Nazareth       | Pernambuco        | 86 940             |
| 19   | Carangola      | Minas Gerais      | 86 675             |
| 20   | Niteroi        | Rio de Janeiro    | 86 238             |